# Жамбил (Астраханський район)
Жамби́л (каз. Жамбыл) — село у складі Астраханського району Акмолинської області Казахстану. Входить до складу Ніколаєвського сільського округу.
Населення — 313 осіб (2021; 340 у 2009, 419 у 1999, 635 у 1989).
Національний склад станом на 1989 рік:
- казахи — 100 %.

У радянські часи село називалось імені Джамбула та Соц-Курилис.